# Sulske, Bilopillea
Sulske (în ucraineană Сульське) este un sat în comuna Verhosulka din raionul Bilopillea, regiunea Sumî, Ucraina.

## Demografie
Componența lingvistică a localității Sulske
     Ucraineană (100%)
Conform recensământului din 2001, toată populația localității Sulske era vorbitoare de ucraineană (100%).